# No Forró do Gonzagão
No Forró do Gonzagão é o oitavo disco da banda Mastruz com Leite, em homenagem ao cantor Luiz Gonzaga, o Rei do Baião. O disco marca a entrada de Aduílio Mendes nos vocais, permanecendo no grupo até 2001, sendo o primeiro da formação clássica da banda.

## Faixas
1. Vou Te Matar de Cheiro
2. Tei, Tei no Arraiá
3. Pagode Russo
4. Boi Bumbá
5. São João na Roça
6. Fogo Sem Fuzil
7. Olha pro Céu
8. Quero Chá
9. São João Antigo
10. Orelia
11. Vamos Juntar os Troços
12. Açucena Cheirosa
13. Noites Brasileiras
14. Aproveita Gente
15. Fogueira de São João
16. São João no Arraiá
17. Fim de Festa / Polca Fogueteira / Lascando o Cano (instrumental)
18. São João na Roca / Fogueira de São João / São João no Arraia (instrumental)
19. Noites Brasileiras / Olha Pro Céu / Pagode Russo (instrumental)
20. Quero Chá / Fogo Sem Fuzil / Aproveita, Gente (instrumental)